# Geophagus grammepareius
Geophagus grammepareius és una espècie de peix de la família dels cíclids i de l'ordre dels perciformes.

## Morfologia
Els mascles poden assolir els 10,3 cm de longitud total.

## Distribució geogràfica
Es troba a la conca del riu Orinoco.